# Kiełpino Górne
Kiełpino Górne [kieupino gurne] (kašubsky Kôłpënò, něm. Hoch Kelpin) je původně samostatná obec dnes již zaniklého okresu Wyżyny, která byla v roce 1973 připojena ke Gdaňsku. Leží na samém jihovýchodním okraji města ve čtvrti Kokoszki a ze dvou stran je obklopena lesem, z dalších dvou poli. Jako prakticky jediné z obcí přičleněných k městu si zachovalo původní vesnickou strukturu, většinu výstavby v ní tvoří nové nebo nepříliš staré rodinné domky, stále zde probíhá výstavba nových. Stojí zde dva kostely. Většinu obyvatel tvoří Kašubové. 

## Zajímavosti a historie
V Kiełpinu žila žačka gdaňského Gimnazja č. 2 Ania, která zde také spáchala sebevraždu poté, co ji 5 spolužáků (rovněž obyvatel Kiełpina) sexuálně ponižovalo před celou třídou.